# جميعة فاكهة
جميعة الفاكهة أو التشكيلة هي حلوى ملونة تحتوي على أنواع مختلفة من الفواكه المقطعة والمُحلاة عادةً، أو نكهة اصطناعية أو طبيعية تحاكي النكهة المركبة للعديد من الفواكه المختلفة والفانيليا. مشهورة في الدول الغربية خارج إيطاليا بشكل مثلجات.

## التسمية
يعود الاسم توتي فروتي إلى الإيطالية وتعني جميع الفواكه وهي نكهة للحلويات السكرية تحتوي نكهة أكثر من فاكهه مثل الكرز والبطيخ والزبيب والأناناس مع الفانيليا.
في الولايات المتحدة، يمكن أن تشير كلمة توتي فروتي أيضًا إلى الفواكه المنقوعة في البراندي أو المشروبات الروحية الأخرى، أو حتى إلى الفاكهة المخمرة في سائل يحتوي على السكر والخميرة.
في لوكسمبورغ، تشير كلمة توتي فروتي إلى سلطة الفواكه، وهي سلطة فواكه معلبة ومعبأة مسبقًا من السوبر ماركت.
في فنلندا، توتي فروتي عبارة عن مزيج من حلوى الفاكهة من إنتاج شركة فازر.

## التاريخ
تم تقديم آيس كريم توتي فروتيمن حوالي 160 عامًا على الأقل، فقد ظهر على فاتورة أجرة عشاء عام 1860 في إنجلترا   تم العثور على وصفات آيس كريم توتي فروتي في كتب الطبخ في أواخر القرن التاسع عشر. تم تضمين وصفة آيس كريم توتي فروتي في كتاب الطبخ لعام 1874 "الحس السليم في الأسرة: دليل ربة المنزل العملية" تستدعي هذه الوصفة فواكه توتي فروتي الفعلية ولم يتم تسميتها بشكل خيالي. في كتاب الطبخ The Chicago Herald Cooking School عام 1883، هناك أيضًا وصفة آيس كريم توتي فروتي. والعديد من قوائم المطاعم حوالي عام 1900 في مجموعة مكتبة نيويورك العامة تدرج أيضًا هذه المجموعة المتنوعة من الآيس كريم بينما يحتوي كتاب طبخ أمريكي واحد على الأقل من أوائل القرن العشرين على اقتراح بأن آيس كريم توتي فروتي كان شائعًا في الولايات المتحدة. يحتوي كتاب الطبخ الإيطالي على وصفة لآيس توتي فروتي ولكنه يذكر: "ان هذا ليس آيس كريم توتي فروتي الشائع في أمريكا".